# Різатдінова Ганна Сергіївна
Га́нна Сергі́ївна Різатді́нова (нар.16 липня 1993, Сімферополь) — українська художня гімнастка, бронзова призерка Олімпійських ігор 2016 року в індивідуальному багатоборстві, чемпіонка світу із вправ з обручем (2013), багаторазова призерка чемпіонатів світу та Європи, інших міжнародних змагань.

## Спортивна кар'єра
Почала займатись художньою гімнастикою у віці 5 років. Перший тренер В. Ю. Бєляєва. Мати, О. В. Різатдінова, також тренер з художньої гімнастики в Сімферополі.
2011 року — бронзова призерка чемпіонату Європи та чемпіонату світу в командній першості.
Учасниця Літніх олімпійських ігор-2012.
2012 року стала восьмою на чемпіонаті Європи в Нижньому Новгороді та багаторазовою призеркою етапів Кубку світу. У червні того ж року на чемпіонаті України з художньої гімнастики в Запоріжжі стає чемпіонкою України, завоювала 4 золоті медалі — одну в багатоборстві та три в окремих видах.
28 квітня 2013 року в італійському місті Пескара на етапі Кубка світу з художньої гімнастики здобула 3 бронзові медалі — у вправах з обручем, булавами і стрічкою.

### Літня Універсіада 2013
На літній Універсіаді у Казані Ганна виступала у 5 дисциплінах та завоювала срібну та три бронзові нагороди.
Срібло Ганна здобула у вправах з булавами, показавши абсолютно однаковий результат з Аліною Максименко. Переможницею у цьому виді програми стала росіянка Маргарита Мамун. Три бронзові нагороди Різатдінова здобула в індивідуальному багатоборстві, у вправах з обручем, вправах з м'ячем. В останньому виді змагань стрічки українка посіла 6 місце.

### Чемпіонат світу 2013
На Чемпіонаті світу у Києві, що про ходив з 28 серпня по 1 вересня, Ганна виступала у 6 дисциплінах та завоювала золоту і дві срібні нагороди.
У перший же день змагань Різатдінова стала чемпіонкою у вправах з обручем. Судді оцінили її виступ у 18.266 балів, що на одну соту більше ніж у її головної конкурентки росіянки Яни Кудрявцевої. Бронзову нагороду у цьому виді здобула ще одна росіянка Маргаріта Мамун, а інша українка Аліна Максименко зупинилася на четвертій сходинці. При нагородженні у цьому виді змагань стався конфуз: замість українського гімну помилково було включено російський.
У вправі зі стрічкою Ганна завоювала друге місце. За свою композицію Різатдінова отримала від суддів 18,233 бала. Краще виступила тільки росіянка Яна Кудрявцева, якій поставили 18,516 бала. Третє місце у Мелітини Станюти з Білорусі — 18,066.
У п'ятницю, 30 серпня, українка виграла ще одну срібну медаль в індивідуальному багатоборстві. У ході змагань спортсменки виконали по чотири вправи з м'ячем, обручем, стрічкою і булавами. Після свого виступу Ганна Різатдінова отримала від суддів 73,041 бали і зайняла друге місце у підсумковій класифікації.
У вправах з м'ячем Різатдінова була шостою. Перемогу тут здобула Маргаріта Мамун.. У вправах з булавами стала четвертою.

### 2014
Перший турнір року серії Гран-прі у Москві пропустила.
На етапі Кубка світу в Дебрецені здобула два срібла — у багатоборстві та фіналі вправ з булавами, і золото за вправи із м'ячем.
Не виступала в ізраїльському Холоні та у Лісабоні, зайняла третє місце в Пезаро — багатоборство, пройшла у фінал вправ з булавами, посіла перше місце у вправах з м'ячем. В Штутгарті здобула третє місце — вправи з м'ячем — разом з Маргаритою Мамун.
В травні 2014-го в Корбей-Есон під час змагань етапу Кубка світу з художньої гімнастики здобула дві золоті та дві бронзові нагороди, посіла третє місце у вправі зі стрічкою (18,000) і багатоборстві (71,999 бала).
На змаганнях чемпіонату світу в Баку (червень 2014) та Ізмірі (осінь) здобула бронзові нагороди — в багатоборстві, у вправах з булавами і стрічкою, командній першості.

### 2015
Ганна Різатдінова разом із Елеонорою Романовою, Вікторією Мазур, Оленою Дмитраш, Валерією Гудим, Олександрою Грідасовою, Євгенією Гомон і Анастасією Возняк брала участь у І Європейських іграх у м. Баку, де завоювала дві срібні медалі (у вправах із булавами та м'ячем).
На літній Універсіаді в м. Кванджу (Корея) Ганна здобула золото у вправах із булавами, срібло в індивідуальному багатоборстві та у вправах із м'ячем, бронзу у вправах зі стрічкою; у вправах із обручем вона була четвертою.
На Чемпіонаті України 2015 року Різатдінова виграла все золото в окремих видах та індивідуальному багатоборстві.
В серпні 2015 на змаганнях серії Кубку Світу в Будапешті виграла золоту медаль у вправах із стрічкою та срібну — у вправах з булавами, а також стала четвертою у вправах із м'ячем і обручем.
На етапі Кубку світу в Софії Ганна Різатдінова здобула п'ять бронзових нагород (в індивідуальному багатоборстві, вправах зі стрічкою, обручем, м'ячем і булавами).
У вересні на ліцензійному Чемпіонаті світу в Штутгарті Різатдінова виборола чотири бронзи (у вправах зі стрічкою, обручем та булавами, а також в командній першості — разом із Вікторією Мазур та Елеонорою Романовою), здобувши олімпійську ліцензію. Вона також стала четвертою у вправах із м'ячем і п'ятою — в індивідуальному багатоборстві (через прикру втрату в кінці вправи з булавами).
На Aeon Cup в Японії Ганна здобула дві срібні нагороди: одну — в індивідуальному багатоборстві та ще одну — в командному заліку у складі збірної України, яку представляла школа Дерюгіних (разом із Вікторією Мазур та юніоркою Оленою Дяченко).
В листопаді 2015-го на змаганнях у Віторії (Бразилія) Різатдінова здобула 5 золотих нагород (в індивідуальному багатоборстві та у вправах із м'ячем, булавами, обручем і стрічкою).

### 2016
Сезон 2016 Різатдінова почала з золотої медалі у багатоборстві на турнірі L.A. Lights у США. Згодом, у лютому, Ганна здобула ще 5 золотих нагород (в індивідуальному багатоборстві та у вправах із м'ячем, булавами, обручем і стрічкою) на Кубку Валентина в Тарту (Естонія).
На етапі Кубку світу в Еспоо (Фінляндія) Різатдінова виграла два золота (у вправах із обручем і стрічкою), срібло (у вправах з булавами), та дві бронзи (в індивідуальному багатоборстві та вправах із м'ячем).
На наступному етапі Кубку світу в Лісабоні (Португалія) Ганна здобула два золота (у вправах з булавами та стрічкою), два срібла (в індивідуальному багатоборстві та вправах із обручем).
На черговому етапі Кубку світу в Тьє (Франція) Різатдінова виборола срібло (у вправах з булавами) та бронзу (у вправах зі стрічкою). В індивідуальному багатоборстві вона була четвертою.
На етапі Кубку світу в Пезаро (Італія) Ганна здобула два золота (у вправах із м'ячем і стрічкою), срібло (у вправах із обручем) та бронзу (в індивідуальному багатоборстві).
Надзвичайно вдалим був для Різатдінової й турнір у французькому Корбей-Ессоні, де вона стала абсолютною чемпіонкою, здобувши золото як в індивідуальному багатоборстві, так і у вправах із усіма чотирма предметами (обручем, м'ячем, стрічкою та булавами).
На етапі Кубку світу в Софії (Болгарія) Ганна виграла чотири медалі: срібло в індивідуальному багатоборстві, а також золото (у вправах із обручем) та два срібла (у вправах із м'ячем та булавами).
На наступному етапі Кубку світу в Гвадалахарі (Іспанія) Різатдінова не тільки виграла чотири медалі (срібло у вправах із м'ячем, бронзу в індивідуальному багатоборстві, у вправах із обручем та у вправах із булавами), а й продемонструвала рекордні у своїй кар'єрі оцінки (18.950 за обруч і по 19.000 за м'яч і булави).

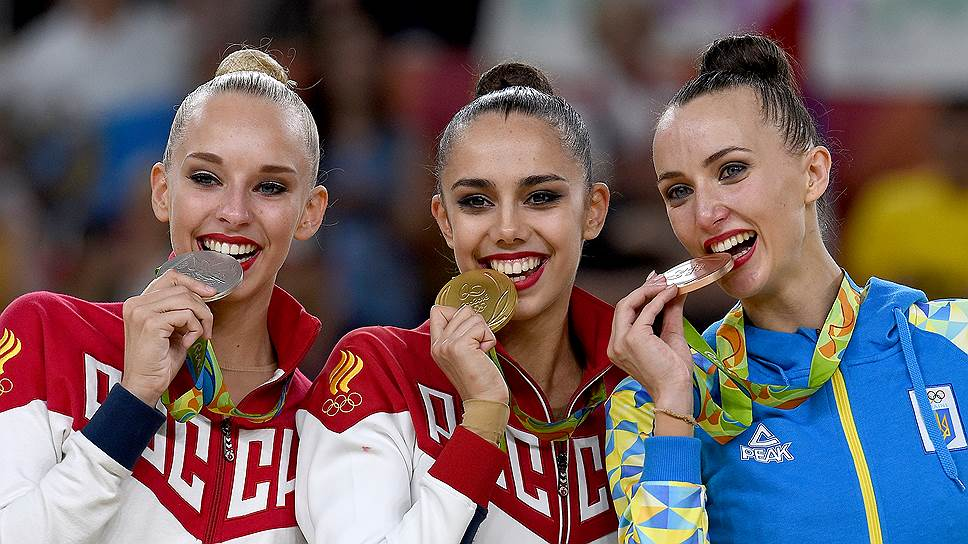
Ганна Різатдінова на п'єдесталі Олімпійських ігор

На чемпіонаті Європи в ізраїльському Холоні, який проходив у новому форматі (тільки багатоборство, без фіналів в окремих видах), Ганна здобула бронзову нагороду, вкотре поновивши свій індивідуальний рекорд.
На останньому передолімпійському етапі Кубку світу в Берліні (липень 2016) Різатдінова отримала три медалі (золото у вправах із обручем і булавами та срібло у вправах із стрічкою).
20 серпня Ганна завоювала бронзову медаль на змаганнях з художньої гімнастики в індивідуальному багатоборстві на Олімпійських іграх 2016 року в Ріо-де-Жанейро (Бразилія). У вправах із обручем вона показала четвертий результат, м'ячем та стрічкою третій, а булавах другий. У підсумку вона поступилася лише двом росіянкам Яні Кудрявцевій та Маргариті Мамун.
11 вересня здобула срібну медаль в індивідуальному багатоборстві та бронзову медаль у командному багатоборстві на чемпіонаті Aeon Cup 2016 в Японії.

## Результати на турнірах
| Рік  | Змагання                  | Багатоборство | Команда | М'яч     | Обруч    | Мотузка  | Булави   | Стрічка  |
| ---- | ------------------------- | ------------- | ------- | -------- | -------- | -------- | -------- | -------- |
| 2009 | Чемпіонат світу           | 23 (кв.)      | 4       | 17 (кв.) | 22 (кв.) | 29 (кв.) |          | 17 (кв.) |
| 2010 | Чемпіонат світу           | 18 (кв.)      | 4       | 17 (кв.) | 31 (кв.) | 21 (кв.) |          | 15 (кв.) |
| 2011 | Чемпіонат світу           | 18            | 3       | 12 (кв.) | 19 (кв.) |          | 13 (кв.) | 14 (кв.) |
| 2012 | Олімпійські ігри          | 10            |         |          |          |          |          |          |
| 2013 | Універсіада               | 3             |         | 3        | 3        |          | 2        | 6        |
| 2013 | Всесвітні ігри            |               |         | 2        | 1        |          | 2        |          |
| 2013 | Чемпіонат світу           | 2             |         | 6        | 1        |          | 4        | 2        |
| 2014 | Кубок світу в Дебрецені   | 2             |         | 1        | 6        |          | 2        | 4        |
| 2014 | Кубок світу в Штутгарті   | 5             |         | 3        | 4        |          | 7        | 7        |
| 2014 | Кубок світу в Пезаро      | 3             |         | 7        | 3        |          | 11 (кв.) | 3        |
| 2014 | Чемпіонат Європи          | 3             |         |          |          |          |          |          |
| 2014 | Чемпіонат світу           | 3             | 3       | 5        | 4        |          | 3        | 3        |
| 2015 | Кубок світу в Пезаро      | 4             |         | 4        | 4        |          | 3        | 2        |
| 2015 | Кубок світу в Будапешті   | 5             |         | 4        | 4        |          | 2        | 1        |
| 2015 | Кубок світу в Софії       | 3             |         | 3        | 3        |          | 3        | 3        |
| 2015 | Чемпіонат Європи          |               | 3       | 4        | 5        |          | 2        | 7        |
| 2015 | Європейські ігри          | 4             |         | 2        | 6        |          | 2        | 5        |
| 2015 | Універсіада               | 2             |         | 2        |          |          | 1        | 3        |
| 2015 | Чемпіонат світу           | 5             | 3       | 5        | 3        |          | 3        | 3        |
| 2016 | Кубок світу в Еспоо       | 3             |         | 3        | 1        |          | 2        | 1        |
| 2016 | Кубок світу в Лісабоні    | 2             |         | 9        | 2        |          | 1        | 1        |
| 2016 | Кубок світу в Пезаро      | 3             |         | 2        | 1        |          | 9        | 1        |
| 2016 | Кубок світу в Софії       | 2             |         | 2        | 1        |          | 2        | 4        |
| 2016 | Кубок світу у Гваделахарі | 3             |         | 2        | 3        |          | 3        | 5        |
| 2016 | Кубок світу в Берліні     | 5             |         | 15 (кв.) | 1        |          | 1        | 2        |
| 2016 | Чемпіонат Європи          | 3             |         |          |          |          |          |          |
| 2016 | Олімпійські ігри          | 3             |         |          |          |          |          |          |

## Участь у телевізійних проєктах
У 2019 році взяла участь у шостому сезоні всесвітньовідомого проєкту «Танці з зірками», яке виходить на телеканалі 1+1. Її партнером став Олександр Прохоров. Пара виступала дуже вдало. Вони набрали найбільше балів на десяти із чотирнадцяти ефірів. У підсумку Ганна та Олександр посіли друге місце, поступившись парі Ксенія Мішина та Євген Кот.
У березні 2021 року взяла участь у шоу зіркових пародій телеканалу 1+1 «Ліпсінк Батл». Ганна показала пародію на Ольгу Полякову, виконавши пісню «Королева Ночи». Її суперницею була українська тенісистка Еліна Світоліна, яка спародіювала співака Дмитра Монатіка. Пройти у фінальний випуск Різатдіновій не вдалося.
Під час Олімпійських ігор у Токіо працювала на «Суспільному». Щодня, після змагального дня, Ганна та Дмитро Лазуткін, виходили в прямий ефір, розповідаючи про результати українських спортсменів. Також до них у студію приходили українські призери та учасники Олімпійських ігор, колишні відомі українські спортсмени, представники федерацій.

## Державні нагороди
- Орден княгині Ольги II ст. (4 жовтня 2016) —За досягнення високих спортивних результатів на Іграх ХХХІ Олімпіади 2016 року в місті Ріо-де-Жанейро (Федеративна Республіка Бразилія), виявлені мужність, самовідданість та волю до перемоги, утвердження міжнародного авторитету України[13]
- Орден княгині Ольги III ст. (25 липня 2013) — за досягнення високих спортивних результатів на XXVII Всесвітній літній Універсіаді в Казані, виявлені самовідданість та волю до перемоги, піднесення міжнародного авторитету України[14]

## Громадська та політична діяльність
2016 року взяла участь у зйомці для благодійного календаря «Щирі. Спадщина», присвяченого українському народному костюму та його популяризації. Проєкт було реалізовано зусиллями ТЦ «Домосфера» та комунікаційної агенції Gres Todorchuk. Усі кошти від реалізації календаря було направлено на допомогу українським музеям, зокрема Музею народної творчості Михайла Струтинського та Новоайдарському краєзнавчому музею.
У 2019 році була зареєстрована ЦВК України кандидатом у народні депутати на одномандатному окрузі № 98 для участі в парламентських виборах. Цікавим є той факт, що раніше в реєстрації на цьому ж окрузі було відмовлено, на той момент чоловікові Ганни, бізнесмену Олександру Онищенку, який перебував під санкціями.
Під час пандемії COVID-19 у 2020 році провела благодійний акціон з метою збору коштів на купівлю кисневого концентрату для Київської міської клінічної лікарні № 1. На продаж вона виставила стрічку, з якою виступала на Олімпійських іграх у Ріо-де-Жанейро, та примірник власної книги «Мій роман зі спортом».

## Особисте життя
Перебувала у шлюбі з олігархом Олександром Онищенком. 2017 року народила від нього сина Романа. У 2019 році пара розлучилася.